# Joe Dinicol
Joe Dinicol (Stratford, 22 december 1983) is een Canadees acteur. 

## Carrière
Dinicol begon in 1997 als jeugdacteur met acteren in de film Elvis Meets Nixon, waarna hij nog meerdere rollen speelde in films en televisieseries. Zo speelde hij in onder andere Diary of the Dead (2007), Grey's Anatomy (2015-2016), Blindspot (2015-2016) en Arrow (2016). 

## Filmografie

### Films
Uitgezonderd korte films.
- 2023: White Men Can't Jump - als Chicken Sandwich
- 2021: Nash Bridges - als Steven Colton
- 2020: Two Deaths of Henry Baker - als Sam Bird jr.
- 2019: Christmas 9 to 5 - als Jack Desmond
- 2013: Cubicle Warriors - als Isaac
- 2011: Bad Meat - als Billy
- 2011: Servitude - als Josh Stein
- 2010: Reviving Ophelia - als Cody
- 2010: My Babysitter's a Vampire - als Jesse
- 2010: Scott Pilgrim vs. the World - als hippie in lift
- 2009: Puck Hogs - als Terry Bender
- 2008: Passchendaele - als David Mann
- 2007: Diary of the Dead - als Eliot Stone
- 2007: Bottom Feeder - als Callum
- 2007: Weirdsville - als Jeremy
- 2006: The Marsh - als Brendan Manville
- 2004: She's Too Young - als Tommy
- 2003: Kart Racer - als Rodney Wells
- 2003: Fast Food High - als Scott
- 2001: The Facts of Life Reunion - als Sam
- 2000: Mail to the Chief - als Kyle
- 2000: The Loretta Claiborne Story - als Russell
- 1999: Jacob Two Two Meets the Hooded Fang - als O'Toole / Noah
- 1999: Water Damage - als jonge Victor Dempsey
- 1999: The Virgin Suicides - als Dominic Palazzolo
- 1997: Elvis Meets Nixon - als tienjarige jongen

### Televisieseries
Uitgezonderd eenmalige gastrollen.
- 2023: The Hardy Boys - als agent Driscoll - 7 afl.
- 2015-2020: Blindspot - als David Wagner - 8 afl.
- 2016-2020: Arrow - als Rory Regan / Ragman - 13 afl.
- 2017: Saving Hope - als Thomas Leffering - 5 afl.
- 2016: Halt and Catch Fire - als Craig Bosch - 3 afl.
- 2015-2016: Grey's Anatomy - als dr. Mitchell Spencer - 6 afl.
- 2013-2014: Betas - als Trey - 11 afl.
- 2011-2012: My Babysitter's a Vampire - als Jesse - 3 afl.
- 2012: The L.A. Complex - als Nick Wagner - 19 afl.
- 2008-2009: Life with Derek - als Truman - 7 afl.
- 2002: Rideau Hall - als Jason Gallant - 5 afl.
- 1998: Anatole - als Paul - 5 afl.

- Gemeinsame Normdatei: 1274784980
- International Standard Name Identifier: 0000 0003 5659 0559
- Library of Congress Control Number: no2011166478
- MusicBrainz: 72a9d94b-f74e-47bb-842b-cf52e3c485b2
- Nationale Bibliotheek van Israël: 987009837603905171
- Système universitaire de documentation: 155666290
- Virtual International Authority File: 187000749
- WorldCat: E39PBJmMXC9bHYMvQFcjXJMF8C